# Rusłan Rotań
Rusłan Petrowycz Rotań, ukr. Руслан Петрович Ротань (ur. 29 października 1981 w Połtawie) – ukraiński piłkarz występujący na pozycji pomocnika, reprezentant Ukrainy, trener piłkarski.

## Kariera piłkarska

### Kariera klubowa
Jest wychowankiem Dnipra Dniepropietrowsk, w którym grał w latach 1999–2005. W Wyszczej Liże dla tego klubu rozegrał 105 spotkań, strzelił 11 goli. W sezonie 2004/05 występował również w Pucharze UEFA, gdzie Dnipro wygrał grupę C, lecz odpadł w 1/16 finału po dwumeczu z Partizanem Belgrad.
Latem 2005 został zawodnikiem Dynama Kijów. Z tym klubem zdobył mistrzostwo Ukrainy 2007 oraz dwukrotnie Puchar Ukrainy (2006, 2007). W 2006 roku wywalczył awans do Ligi Mistrzów.
W styczniu 2008 powrócił do Dnipra Dniepropietrowsk. W 2016 roku, podczas półfinałowego meczu o Puchar Ukrainy z Zorią Ługańsk uderzył sędziego meczu, za co otrzymał dyskwalifikację na sześć miesięcy wspólnie z Romanem Zozulą. 23 sierpnia 2016 przedłużył kontrakt z Dniprem.
27 czerwca 2017 przeniósł się do Slavii Praga.
12 stycznia 2018 wrócił do Dynama Kijów. Latem 2018 zakończył karierę piłkarską.

### Kariera reprezentacyjna
Bronił barw reprezentacji Ukrainy, w której debiutował 12 lutego 2003 w zremisowanym 0-0 meczu z Turcją. Został powołany przez Ołeha Błochina na Mistrzostwa Świata w 2006 roku. Na mundialu zagrał w trzech spotkaniach. Ogółem w kadrze zagrał 37 razy, strzelił 6 goli.

## Kariera trenerska
Po zakończeniu kariery piłkarskiej rozpoczął karierę szkoleniowca. 3 października 2018 został zaproszony do sztabu szkoleniowego Wiaczesława Szewczuka pomagać trenować Olimpik Donieck. 27 grudnia 2018 został mianowany na stanowisko głównego trenera młodzieżowej reprezentacji Ukrainy.

## Sukcesy i odznaczenia

### Sukcesy klubowe
- mistrz Ukrainy: 2007
- wicemistrz Ukrainy: 2006, 2014
- brązowy medalista Mistrzostw Ukrainy: 2001, 2004, 2015, 2016
- zdobywca Pucharu Ukrainy: 2006, 2007
- finalista Pucharu Ukrainy: 2004
- zdobywca Superpucharu Ukrainy: 2006, 2007
- finalista Ligi Europy UEFA: 2015

### Sukcesy reprezentacyjne
- ćwierćfinalista Mistrzostw Świata: 2006

### Odznaczenia
- tytuł Zasłużonego Mistrza Sportu Ukrainy: 2005[6]
- Order „Za odwagę” III klasy: 2006[7]